# Crispendorf
Crispendorf is een gemeente in de Duitse deelstaat Thüringen, en maakt deel uit van de Saale-Orla-Kreis.
Crispendorf telt  inwoners.
Crispendorf werd op 1 januari 2019 opgenomen in de gemeente Schleiz.

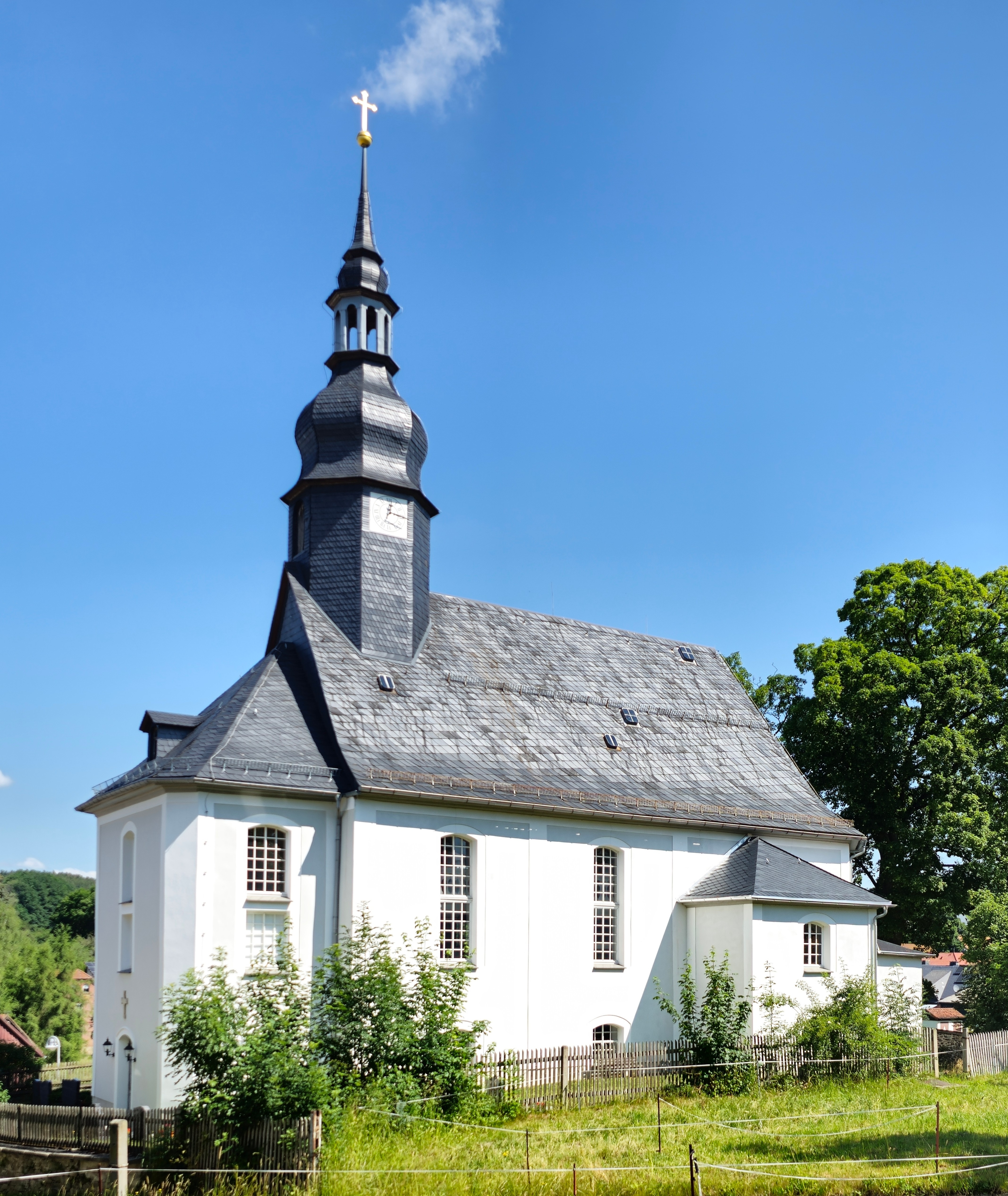
Dorpskerk